# Coscile
A Coscile (korábbi nevén Sibaris) egy olaszországi folyó. A Pollino masszívumból ered, átszeli a Szübariszi-síkságot, majd Thurii romjai mellett a Crati folyóba torkollik. Mellékfolyói az Esaro, Garga és Tiro. Korábbi nevét a partján felépült ókori görög városról, Szübariszról kapta.